# Дварионас, Балис
Бали́с Дварио́нас (лит. Balys Dvarionas; 6 [19] июня 1904, Либава, Курляндская губерния — 23 августа 1972, Вильнюс) — литовский и советский композитор, дирижёр, пианист, музыкальный педагог. Народный артист СССР (1954). Лауреат двух Сталинских премий (1949, 1952).

## Биография
Родился 6 (19) июня 1904 года в Либаве (ныне Лиепая, Латвия) в многодетной семье (11 детей, из них 7 стали музыкантами) органиста Доминикаса Дварионаса. Первым учителем музыки был отец.
В 1916—1918 годах — органист и дирижёр хора Литовской ассоциации молодёжи в Либаве. С 1918 года изучал теорию композиции у латышского композитора Алфредса Калныньша. В 1924 году окончил Лейпцигскую консерваторию по классу фортепиано Р. Тайхмюллера. Занимался также композицией у З. Карг-Элерта и Ш. Креля, в 1939 году — по классу дирижирования (экстерном) у Г. Абендрота. В 1925—1926 годах совершенствовался у пианиста-виртуоза Э. Петри в Берлине.
С 1926 года — преподаватель фортепиано в Каунасской музыкальной школе, а после её преобразования, с 1933 — в Каунасской консерватории (ныне Литовская академия музыки и театра) (до 1949). С 1928 года выступал как концертирующий пианист. В 1933 году гастролировал в Москве и Ленинграде, а также во Франции, Венгрии, Германии, Швейцарии, Швеции.
В 1934 году учился дирижированию в Международной летней академии в Зальцбурге. В 1935—1938 годах — главный дирижёр симфонического оркестра Литовского радио в Каунасе. В 1940 году организовал и возглавил симфонический оркестр в Вильнюсе. В 1940—1941 и 1958—1961 годах — главный дирижёр симфонического оркестра Государственной филармонии Литовской ССР.
В 1946—1965 годах — главный дирижёр Литовских праздников песни и танца. С 1949 года — преподаватель Государственной консерватории Литовской ССР (ныне Литовская академия музыки и театра) в Вильнюсе (с 1947 — профессор).
Автор Государственного гимна Литовской ССР (соавтор Й. Швядас, слова А. Венцловы, 1950). С 1956 года — член правления Союза композиторов Литовской ССР.
Умер 23 августа 1972 года в Вильнюсе. Похоронен на городском кладбище в Паланге.

### Семья
- Жена — Алдона Антоновна Дварионене (1907—1982), пианистка, профессор Литовской консерватории
  - Дочь — Алдона Дварионайте (1939—2000), пианистка, окончила Московскую консерваторию в 1962 году
  - Сын — Юргис Дварионас (род. 1943), скрипач.

## Награды и звания
- Заслуженный деятель искусств Литовской ССР (1947)
- Народный артист СССР (1954)
- Сталинская премия первой степени (1949) — за концерт для скрипки с оркестром (1948)[3]
- Сталинская премия третьей степени (1952) — за музыку к цветной кинокартине «Советская Литва» (1952)
- Государственная премия Литовской ССР (1960, 1962)
- Орден Ленина (1964)
- Два ордена Трудового Красного Знамени (1950, 1954)

## Творчество
Создал множество произведений различных жанров, в их числе:
- балет «Сватовство» (либретто Л. Гиры, 1931)
- опера «Даля» (либретто Й. Мацкониса по драме Б. Сруоги, 1958)
- кантата «Привет Москве» (для солиста, смешанного хора и оркестра, слова Т. Тильвитиса, 1954)
- для оркестра: симфония (1947), сюита для детей (1954), 2 увертюры («Праздничная» 1946, «Рассвет» 1967)
- концерт для скрипки с оркестром (1948)
- 2 концерта для фортепиано с оркестром (1960, 1962)
- концерт для валторны с оркестром (1963)
- для духового оркестра: 3 марша (1951)
- для фортепиано: «Зимняя сюита» (1925), 15 детских пьес (1951), 24 пьесы, Альбом для юношества (1966)
- для скрипки и фортепиано: «Элегическая пьеса» (1946)
- для фагота с фортепиано: Тема с вариациями (1946)
- хоры, в том числе «Праздник песни» (1965)
- песни хоровые: «Сестра голубая Вилия» (слова С. Нерис, 1946) и др.
- песни сольные: «Звездочка» (слова Л. Степанаускаса, 1944), «Колыбельная» (слова Э. Межелайтиса, 1948)
- романсы
- обработки народных песен: 2 литовские народные песни для голоса с фортепиано (1934)
- музыка к фильмам, спектаклям драматического театра (в том числе «Жизнь наизнанку» Беневенте (1929), «Двенадцатая ночь», «Отелло» У. Шекспира (1930, 1952) и др.).

### Композиторская фильмография
- 1947 — Марите
- 1952 — Советская Литва (документальный)
- 1953 — Над Неманом рассвет
- 1957 — Пока не поздно

## Память
- В Вильнюсе регулярно проходит Международный конкурс молодых пианистов и скрипачей имени Б. Дварионаса
- С 1973 года Музыкальная десятилетняя школа в Вильнюсе носит имя Б. Дварионаса[4].